# Circumambulation

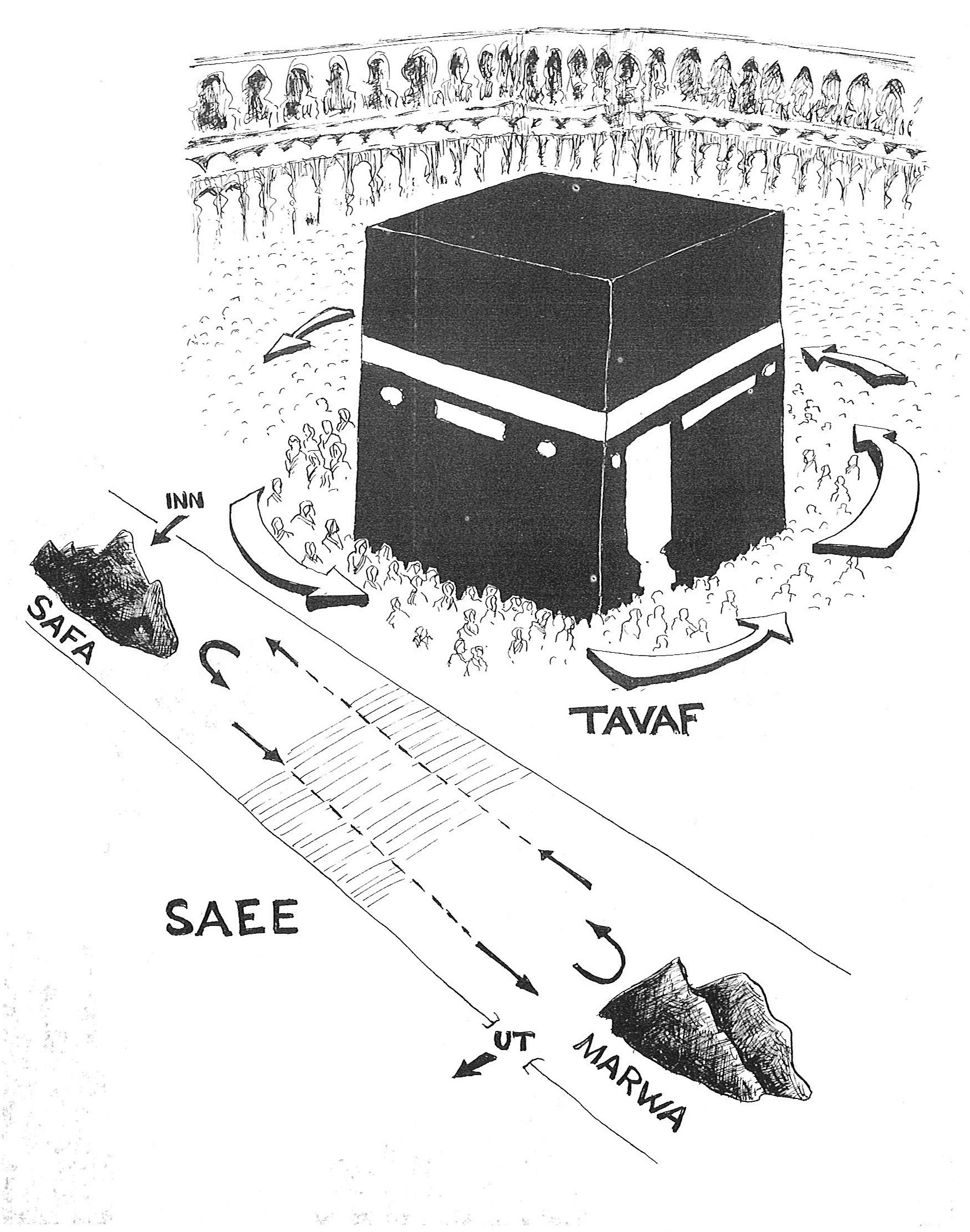
Croquis expliquant le tawaf et saʿīy entre Safâ et Marwah.

La circumambulation (du latin circum ambulatio, c'est-à-dire « marche autour ») consiste à tourner autour d'un symbole ou à l'intérieur de celui-ci. C'est un rite que l'on retrouve dans de nombreuses religions et croyances.

## Bouddhisme

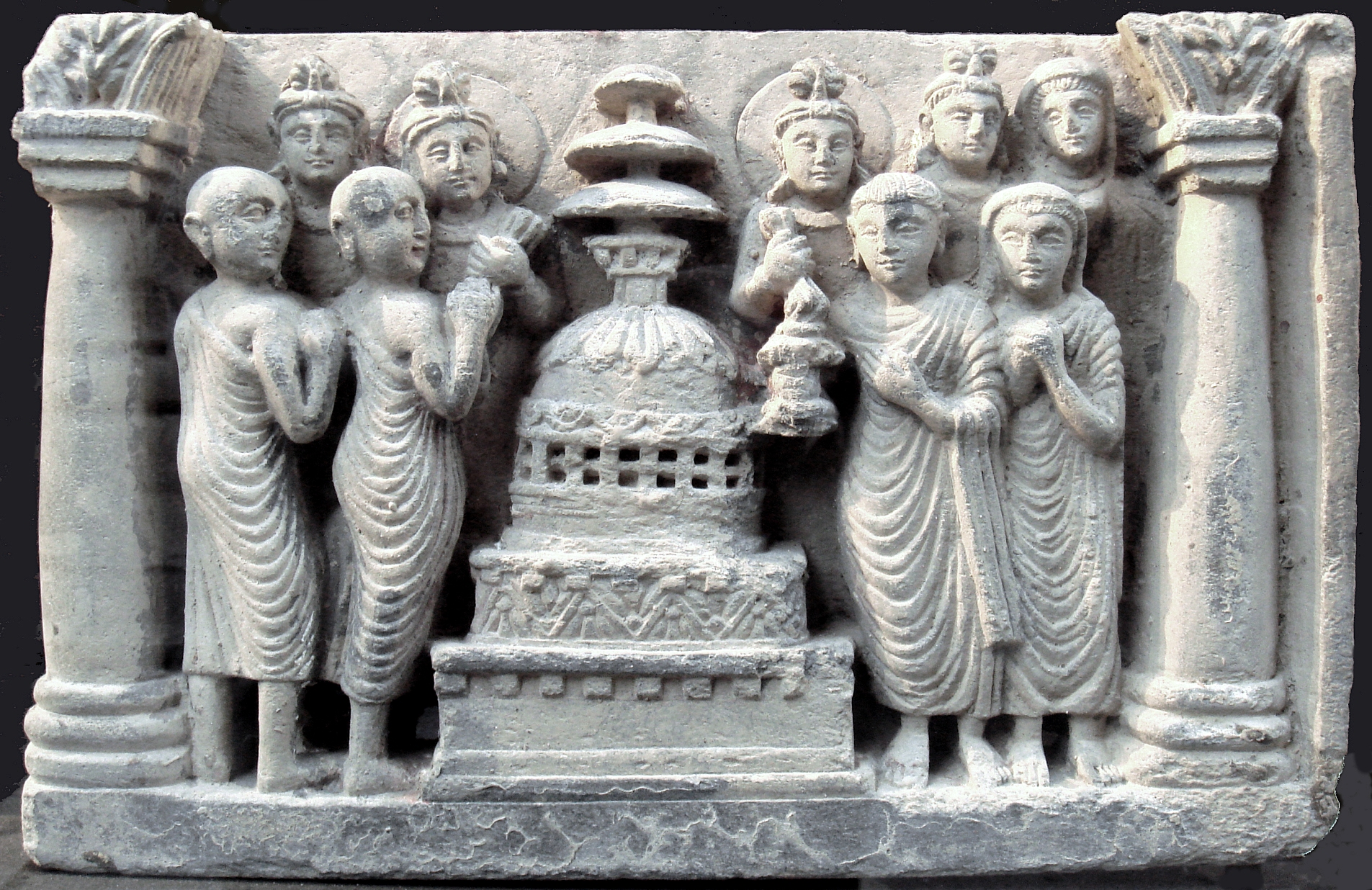
Upāsakas et moines pratiquant la circumambulation autour d'un stupa

Le mot sanskrit Pradakshina signifie faire le tour d'une statue de bouddha, d'un stupa ou d'un chörten tibétain, d'un temple ou encore d'un lieu de pèlerinage.
En signe de déférence, ces différents monuments doivent être contournés par la gauche, c'est-à-dire que la personne qui tourne autour d'eux les garde à sa droite. Il est possible d'obtenir du mérite en marchant ainsi autour des chörtens, en suivant de ce fait la route du soleil.

### Kora
Une Kora est une circumambulation autour d'un lieu géographique, un pèlerinage dans la tradition du bouddhisme tibétain. Certaines de ces circumambulations durent 18 jours, par exemple autour du Lac Namtso. Le Lingkhor est un circuit permettant de faire le tour d'une ville comme le Lingkhor de Lhassa. À l'intérieur de Lhassa, le barkhor faisait le tour du temple de Jokhang.  
Il existe aussi des circumambulations autour de montagnes considérées comme sacrées, comme le mont Kailash ou l'Amnye Machen au Tibet.

## Islam

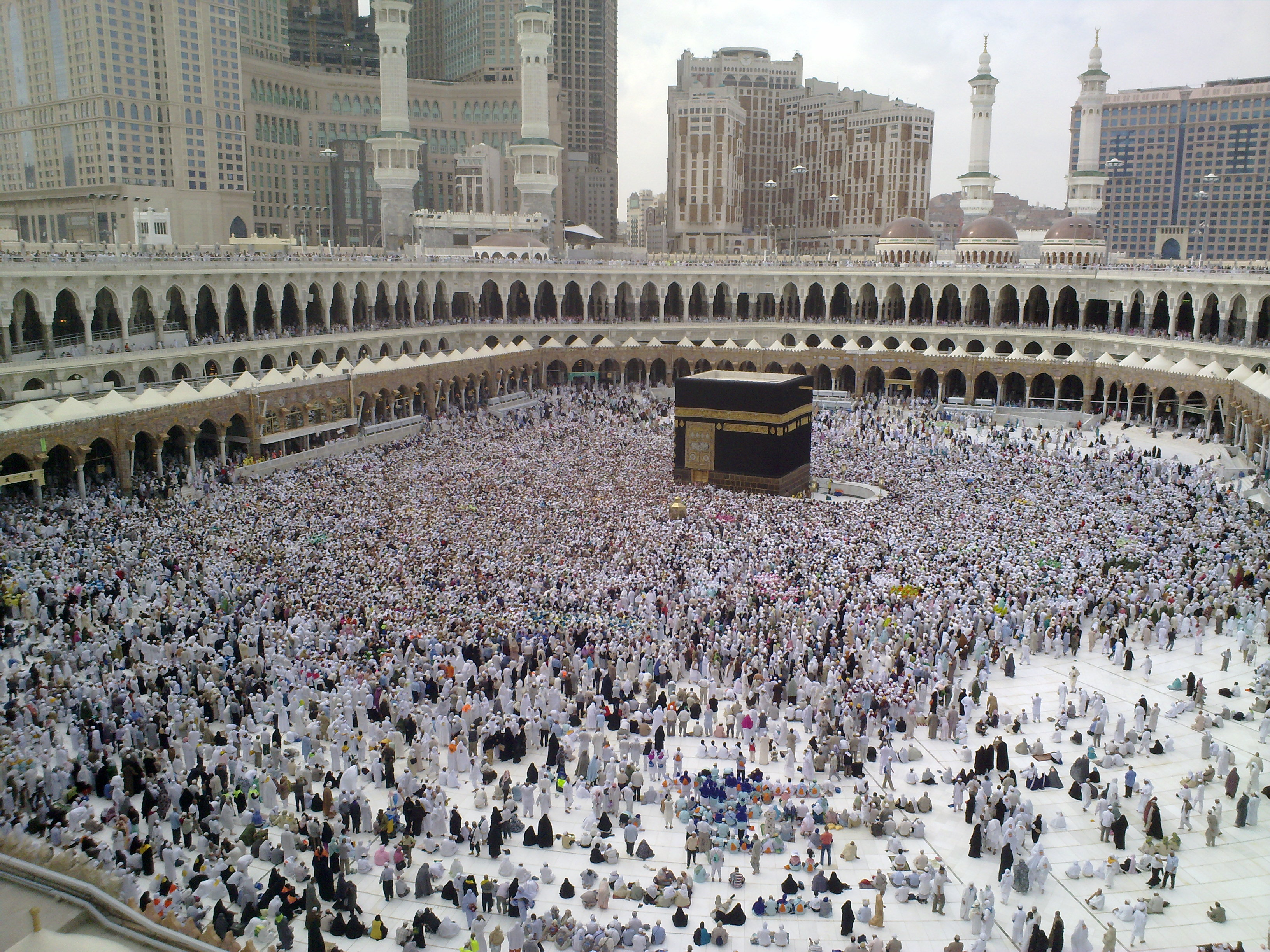
Pèlerins lors de la circumambulation d'adieu autour de la Kaaba (2009).

Tawaf (aṭ-ṭawâf, en arabe : الطَواف), la circumambulation, désigne les sept tours que les musulmans effectuent autour de la Kaaba, lors du pèlerinage (hajj) à La Mecque : ce rituel est indispensable, et les tours se font dans le sens antisolaire (sens inverse des aiguilles d'une montre), ce qui est rare dans les traditions ésotériques[réf. souhaitée].
La circumambulation doit débuter à l'angle Sud-Est de la Ka′ba, où se trouve la Pierre noire (au sol, une bande de marbre noir indique la position de l'angle). À chaque tour, le pèlerin doit théoriquement toucher de la main droite ou embrasser la Pierre noire, en prononçant le takbîr (« Allahu akbar »). Cependant en raison de la grande affluence, il est fréquent que la majorité des pèlerins ne puisse pas s'approcher de la Ka'ba. Ils doivent alors se contenter de tendre la main droite vers la pierre, tout en prononçant la formule du takbîr. Il est également conseillé pour les hommes d'effectuer les trois premiers tours d'un pas rapide, et de faire les quatre derniers à un rythme normal.
Après la circumambulation, le pèlerin doit se rendre à la « station d'Abraham » et accomplir une prière de deux unités, avant d'effectuer le rite du saʿīy entre les collines de Safâ et Marwah.
On recommande aussi aux pèlerins d'effectuer un deuxième tawaf après la fin du hajj, avant de quitter La Mecque.

## Hindouisme

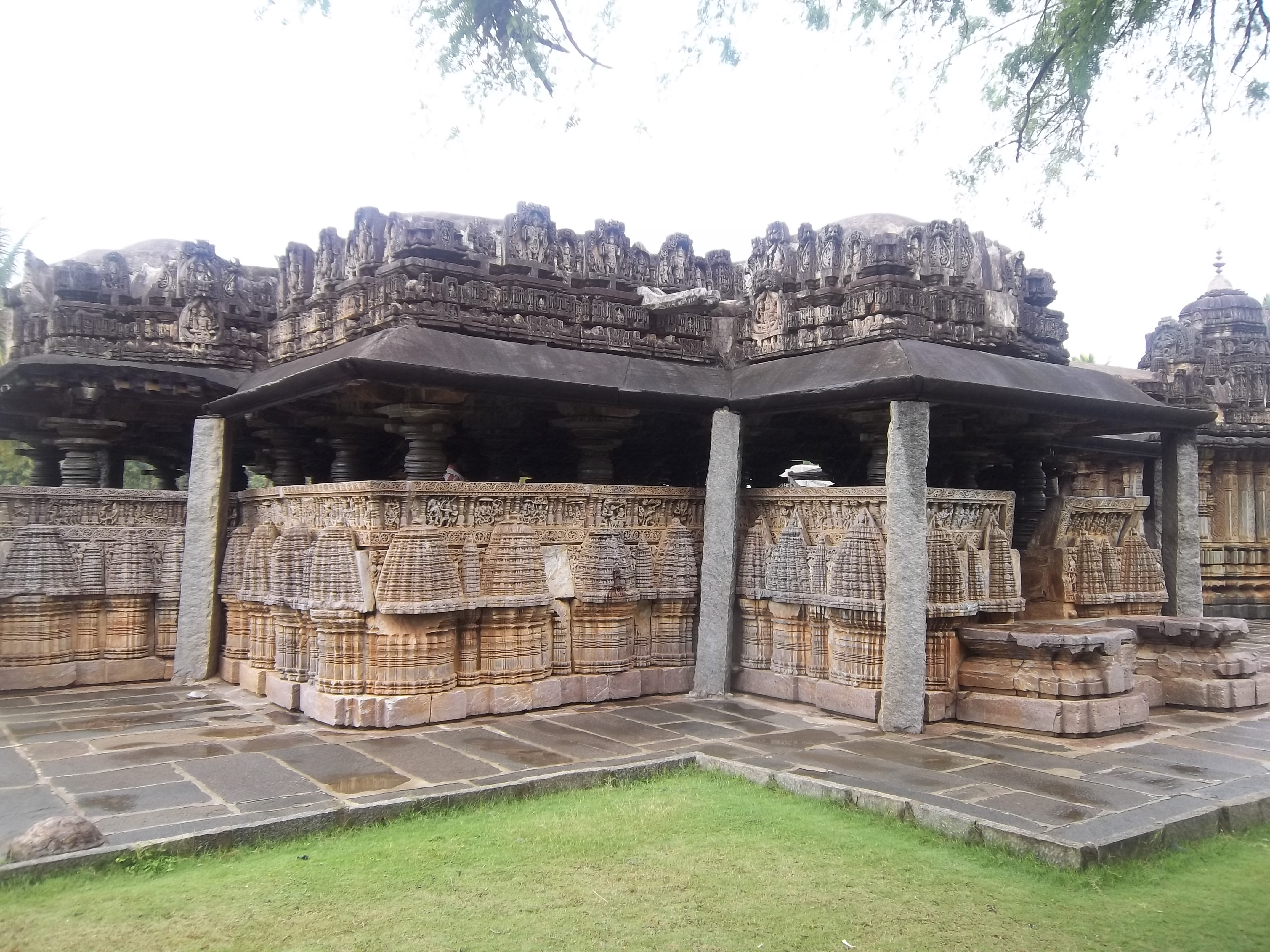
Couloir circulaire autour du temple d'Amrutesvara (Karnataka, Inde)

Les temples hindous comportent souvent un couloir circulaire appelé pradakshina qui permet de tourner autour de la statue de la divinité principale .
Ce couloir est utilisé par les fidèles pour une circumambulation du même nom. En effet, la structure des temples hindous reflète le passage de transition entre la vie quotidienne et la perfection spirituelle via un trajet avec des étapes. Une fois l'entrée du temple franchie, les fidèles tournent autour du sanctuaire le long de ce couloir. Puis ils s'approchent de ce sanctuaire où la divinité est conservée.
Ce couloir est aussi utilisé dans la démarche du parikrama qui consiste à tourner autour de la divinité principale, ou d'un groupe de temples après la cérémonie de culte de la puja.

## Christianisme

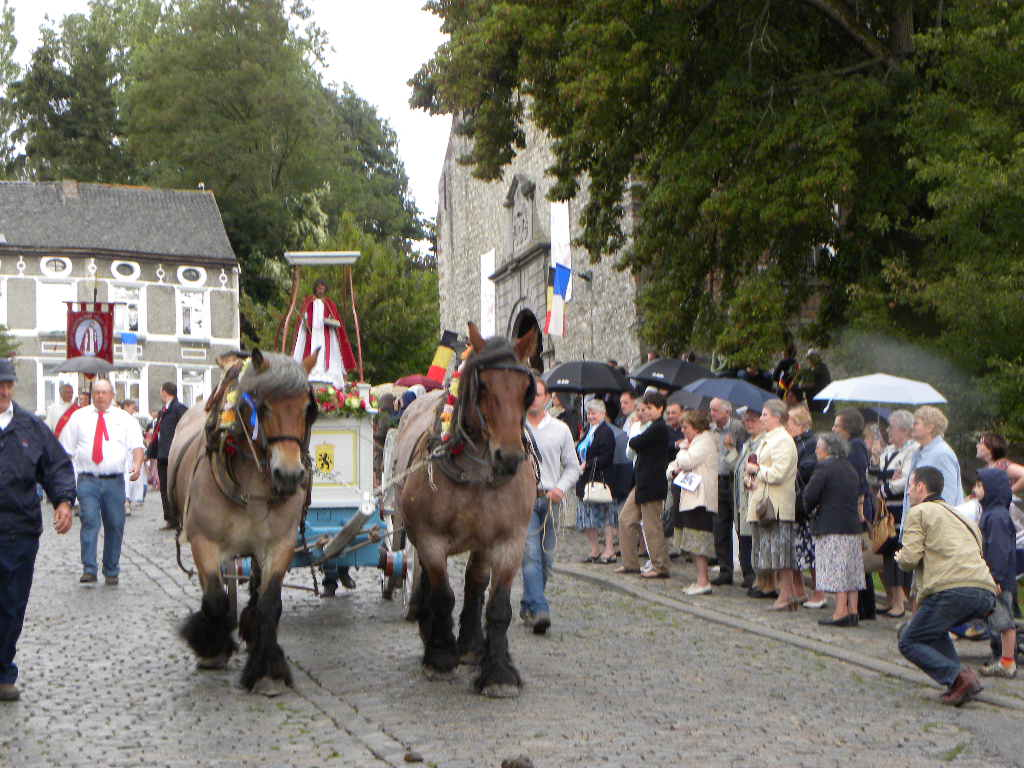
Tour de Saint Barthélemy à Bousval, (Belgique) en 2011.

Dans l'Église orthodoxe, le jour de Pâques, les icônes et les croix de procession sont portées autour de l'église.
Dans l'Église catholique, toutes les églises abritant dans leur chœur le tombeau d'un saint ou des reliques renommées étaient construites avec un déambulatoire autour du chœur. Les pèlerins entraient dans l'édifice par la porte sud de la façade ouest, située à droite du portail principal quand on le regarde de l'extérieur. Ils avançaient dans le bas-côté sud puis parcouraient le déambulatoire dans le sens inverse des aiguilles d'une montre, et ressortaient par le bas-côté nord et la porte nord de la façade principale.
De même, l'encensement de l'autel dans le rite latin se fait en tournant autour dans le sens des aiguilles d'une montre relatif au célébrant.
Pareillement, il est désirable que le ministre, c’est-à-dire l'évêque, puisse marcher autour de l'autel le jour de sa dédicace, même s'il existe un retable  dans le chœur derrière l'autel. 
Certaines processions sont des circumambulations, tels que les tours ou les troménies.

## Judaïsme
Lors de la fête de Souccot, les fidèles tournent une fois lors de l'office du matin autour de l'estrade de lecture de la Torah avec leur loulav (palme de dattier), en déclamant des poèmes liturgiques et sept fois le jour de Hoshanna Rabba, septième et dernier jour de la fête de Souccot.

## Religions de l'Europe antique

### Grèce antique
La circumambulation est un rite qui existait dans la religion grecque. Dans le rituel de la fête familiale des Amphidromies – dont le nom exprime l'idée de « tourner autour » –, fête qui célébrait à Athènes l'intégration du nouveau-né dans la famille, le moment essentiel était la course du nouveau-né autour du foyer familial, probablement porté par le père. Il semble bien que cette circumambulation autour du foyer était précédée, ou accompagnée, du dépôt de l'enfant à terre près du foyer et d'une autre circumambulation autour de l'enfant lui-même : « Les Amphidromies sont célébrées le dixième jour après la naissance, lorsqu'on impose aux enfants leur nom, tout en courant autour d'eux, déposés à terre. »
La circumambulation se manifestait aussi sous la forme des astydromies (tours de ville), dont le rôle était de constituer un encerclement magique et protecteur contre les ennemis extérieurs. Un bel exemple se trouve dans le récit légendaire du lion de Mélès, roi de Sardes, raconté par Hérodote.

### Rome antique
La pratique de la circumambulation se rencontre dans la religion romaine. On peut citer la procession des Ambarvales, ce qui veut dire « [fête] autour des champs » ; cette cérémonie était un rite de purification des champs qui avait lieu au mois de mai, sous la conduite des Frères Arvales. La procession de l'Amburbium (ou Amburbalia, « [fête] autour de la Ville » ) faisait le tour de l'enceinte de Rome et avait pour fonction, comme chez les Grecs, de protéger la cité contre les agressions extérieures.

### Ombriens
Le rituel ombrien des Tables eugubines mentionne une circumambulation.

### Celtes
La circumambulation était connue des druides.

## Franc-maçonnerie

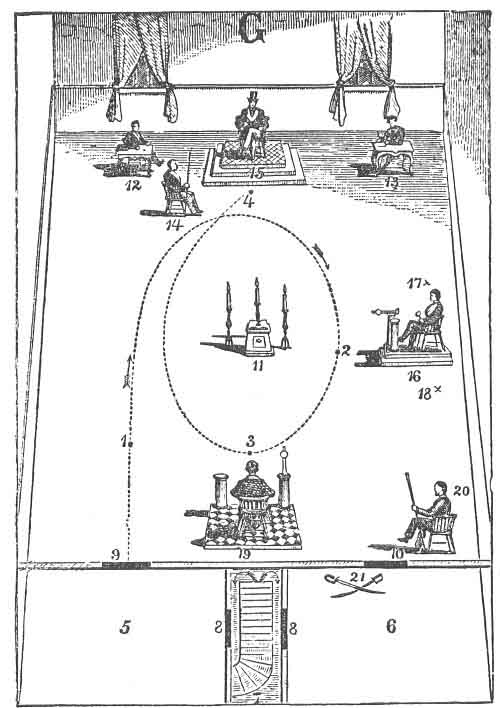
Parcours de l'apprenti dans un temple maçonnique

La circumambulation (ou circambulation) définit les règles de circulation dans un temple maçonnique.